# Argentin tangó (kislemez)
Az Argentin tangó Ganxsta Zolee és a Kartel 3. 1998-ban megjelent kislemeze, mely a Jégre teszlek és a Helldorado albumokról tartalmaz dalokat.
A CD változaton 5 dal szerepel, míg a kazetta maxin 6 dalt jelentettek meg, három új szerzeménnyel, az Argentin tangó, Kezek a tarkón, Jégre teszlek. Lory B időközben kivált a csapatból, és helyette Dopeman szerepelt a lemezen.

## Megjelenések
CD Maxi  Magyarország Epic – EPC 489930 2
1. Argentin Tangó 5:20 rap Dopeman
2. Kezek A Tarkón	4:23
3. Jégre Teszlek 5:27 rap Dopeman
4. A Szerb Határ Felé	3:13
5. Rossz Vér (Video Version) 4:00

MC Maxi  Magyarország EPC 489930 4
- A1	Argentin tangó	5:20
- A2	Kezek a tarkón	4:23
- A3	Rossz vér (Video Version) 4:00
- B1	Jégre teszlek	5:27
- B2	A szerb határ felé	3:13
- B3	Született gyilkos (Video Version) 3:43

## Közreműködő előadók
- Borító – Almajam, Private Moon Production
- Szöveg – Pityinger László, Zana Zoltán
- Mix és master – Lepés Gábor
- Fényképezte – Tyukodi László
- Producer – Pierrot
- Rap – Zana Zoltán
- Felvételvezető – Béres József, Lepés Gábor, Pierrot